# Marathon de Berlin 2023
Navigation
Édition précédente Édition suivante
Le Marathon de Berlin 2023 est la 49e édition du Marathon de Berlin, en Allemagne, qui a lieu le dimanche 24 septembre 2023.

## Faits marquants
- L'Éthiopienne Tigist Assefa remporte l'épreuve féminine en 2 h 11 min 53 s, battant le record du monde de plus de deux minutes.
- Le Kényan Eliud Kipchoge remporte la course pour la cinquième fois, en 2 h 2 min 42 s.

## Résultats

### Hommes
| Rang               | Athlète                 | Nationalité | Temps          |
| ------------------ | ----------------------- | ----------- | -------------- |
| Médaille d'or      | Eliud Kipchoge          | Kenya       | 2 h 2 min 42 s |
| Médaille d'argent  | Vincent Kipkemoi        | Kenya       | 2 h 3 min 13 s |
| Médaille de bronze | Tadese Takele           | Éthiopie    | 2 h 3 min 24 s |
| 4                  | Ronald Korir            | Kenya       | 2 h 4 min 22 s |
| 5                  | Haftu Teklu             | Éthiopie    | 2 h 4 min 42 s |
| 6                  | Andualem Belay Shiferaw | Éthiopie    | 2 h 4 min 44 s |
| 7                  | Amos Kipruto            | Kenya       | 2 h 4 min 49 s |
| 8                  | Philemon Kiplimo        | Kenya       | 2 h 4 min 56 s |
| 9                  | Amanal Petros           | Allemagne   | 2 h 4 min 58 s |
| 10                 | Bonface Kimutai Kiplimo | Kenya       | 2 h 5 min 5 s  |

### Femmes
| Rang               | Athlète           | Nationalité | Temps                |
| ------------------ | ----------------- | ----------- | -------------------- |
| Médaille d'or      | Tigist Assefa     | Éthiopie    | 2 h 11 min 53 s (RM) |
| Médaille d'argent  | Sheila Chepkirui  | Kenya       | 2 h 17 min 49 s      |
| Médaille de bronze | Magdalena Shauri  | Tanzanie    | 2 h 18 min 41 s      |
| 4                  | Zeineba Yimer     | Éthiopie    | 2 h 19 min 7 s       |
| 5                  | Senbere Teferi    | Éthiopie    | 2 h 19 min 21 s      |
| 6                  | Dera Dida         | Éthiopie    | 2 h 19 min 24 s      |
| 7                  | Workenesh Edesa   | Éthiopie    | 2 h 19 min 40 s      |
| 8                  | Helen Bekele Tola | Éthiopie    | 2 h 19 min 44 s      |
| 9                  | Charlotte Purdue  | Royaume-Uni | 2 h 22 min 17 s      |
| 10                 | Fikrte Wereta     | Éthiopie    | 2 h 23 min 1 s       |